# Lac de Saint-Pardoux

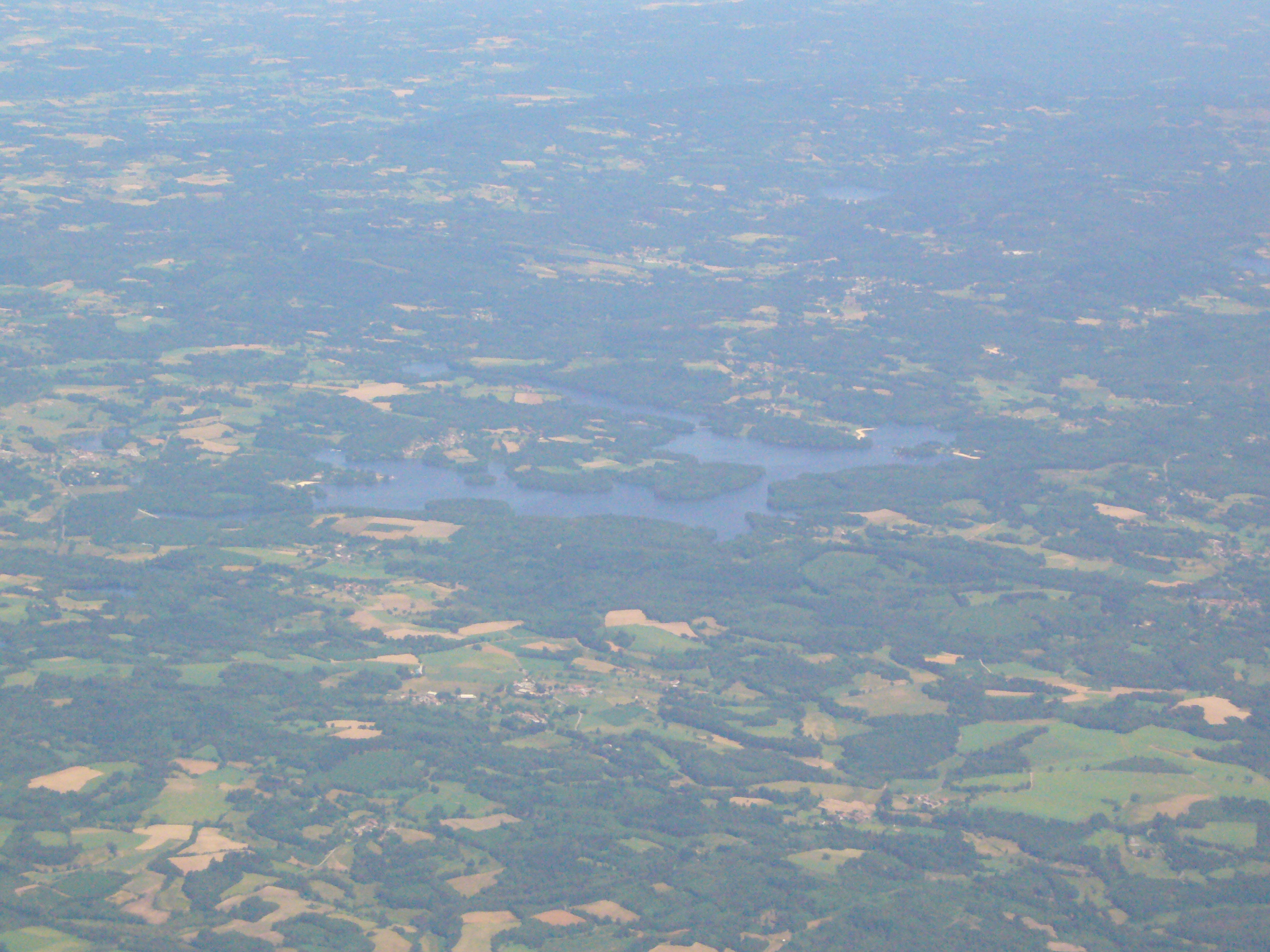
Vue aérienne du Lac de Saint-Pardoux.

Le Lac de Saint-Pardoux est un lac artificiel situé en Haute-Vienne, à 25 km au nord de Limoges, créé à partir de 1968 (études), mis en eau en 1976 et inauguré en 1977. Il est par sa taille le deuxième plan d'eau de la Haute-Vienne, derrière le lac de Vassivière, avec lequel il est l'un des principaux lacs touristiques de la région.
Le lac représente plus de 330 hectares. 192 hectares sont réservés aux sports et loisirs calmes (voiles, pédalos…), 88 hectares au motonautisme et 50 hectares à la pêche. De multiples activités de plein air sont également proposées. La baignade est autorisée en juillet et août seulement.
Le lac est composé de 3 sites : Santrop, Chabannes, Fréaudour. Le site principal est celui de Santrop, où se situe la Maison du Lac qui accueille et informe les visiteurs.

## Géographie
Sa superficie est de 330 hectares, et il est situé à une altitude de 360 mètres NGF. Il se trouve au confluent de la Couze et du Ritord. Son périmètre est partagé entre les communes de Compreignac, Saint-Pardoux-le-Lac et Razès, à l'ouest des monts d'Ambazac.
Son jeune âge fait que sa superficie n'est pas encore stabilisée, l'érosion plus rapide des berges est toujours en cours. Il a servi de sujet d'étude pour une thèse sur l'évolution morphologique des lacs de barrage artificiel.
Le lac a fait l'objet de plusieurs polémiques quant à sa réputation d'avoir un taux de radioactivité supérieur à la normale, du fait de l'extraction d'uranium à proximité par la Cogéma mais aussi par la simple présence de ce minerai à l'état naturel dans le sol de la région. Les anciens travaux de sécurisation du site avaient ainsi été mis en cause. 
Cependant, ce taux anormal n’affectait pas la totalité du lac, seulement une partie, alimentée par le Ritord qui depuis a fait l’objet de travaux.
En conséquence, la vidange périodique du lac, initialement prévue en 2008, a été avancée de deux ans et a eu lieu à l'hiver 2006-2007. À cette occasion, les installations ont été vérifiées et les sédiments ont été curés par Areva. Depuis cet épisode, des contrôles fréquents sont effectués et aucune autre alerte n’est à déplorer depuis 2006, puisque les résultats sont en dessous de la limite réglementaire.

## Tourisme
Plusieurs plages sont situées autour du lac :
- Site de Santrop : est la porte d’entrée du lac avec son Parc Acrobatique en Forêt et sa tyrolienne qui traverse le lac ainsi que sa Piscine aqualudique avec vue sur le lac. Vous y trouverez également la Maison du Lac pour répondre à vos questions et découvrir des produits régionaux.  Le site possède également des jeux aménagés sur la plage,  des parcours santé, terrain de beach volley, terrain de pétanque, location pédalos, canoës… En été, le site accueille de nombreuses animations : cinéma de plein air, concerts, feu d'artifice, animations pour les enfants, théâtre de rue... Le restaurant du Lac est également implanté sur ce site ainsi que des kiosques-snack.Paysage du lac de Saint-Pardoux.

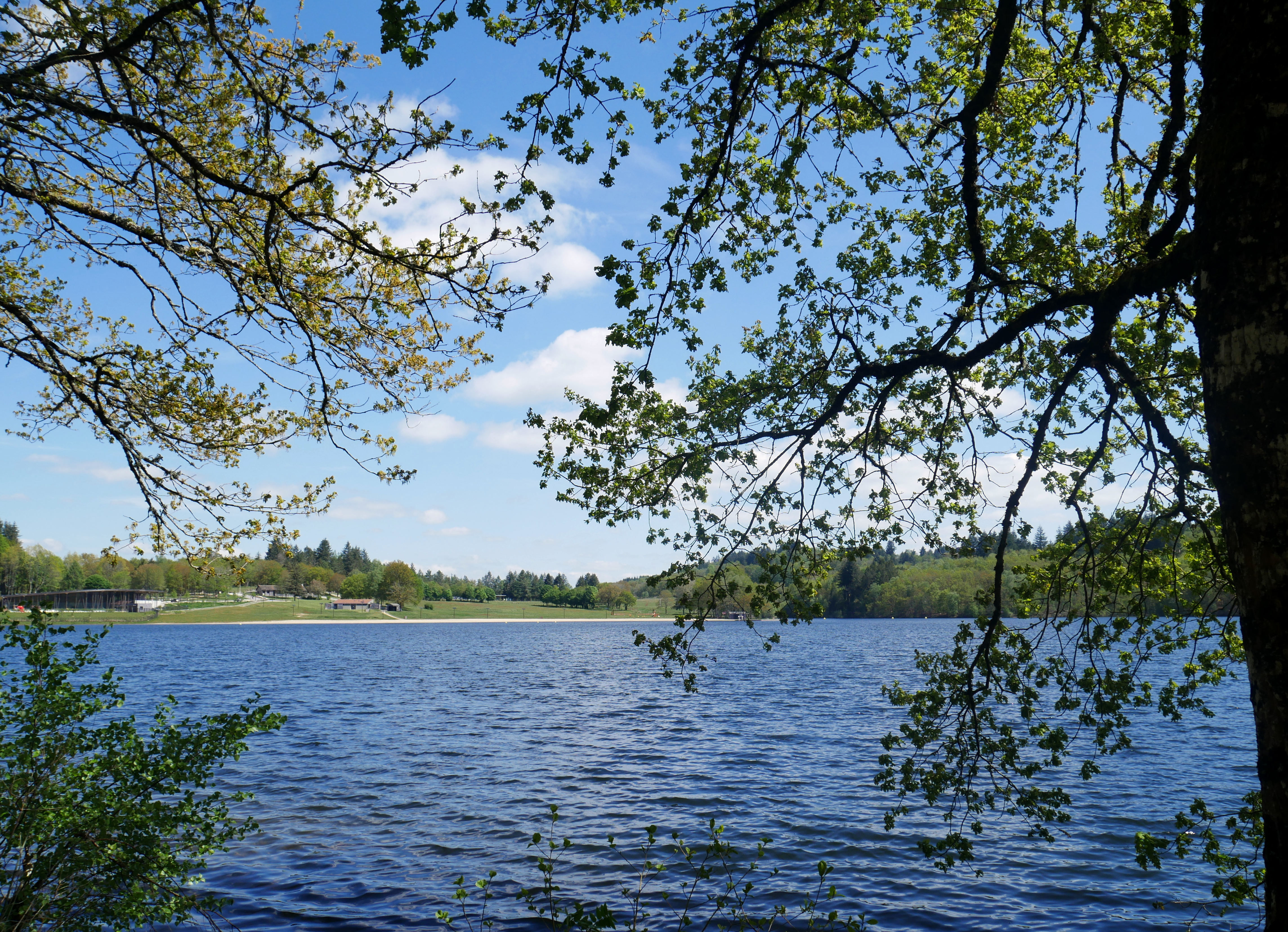
Paysage du lac de Saint-Pardoux.

- Site de Chabannes : est la base de pleine nature aménagée et destinée à la pratique des sports avec notamment : une base de voile, une base VTT et VTT électriques, terrains multisport, terrain de tennis, pas de tir à l’arc, mur d’escalade, Bike park, parcours d'orientation… Doté d’un centre d’hébergement collectif d'une capacité de 70 lits, d’un camping de 70 emplacements réservés aux colonies de vacances et centres de loisirs, d’un service de restauration et des salles de réunion équipées, le site accueille régulièrement des rendez-vous sportifs et des groupes de jeunes en classe découverte ou en séjour pour les vacances.
- Site de Fréaudour : est la zone résidentielle du lac avec son camping 4 étoiles et son hameau de gîtes. Le camping propose de nombreux emplacements traditionnels ainsi que des mobil-homes et des chalets, et dispose d'une piscine. Le site de Fréaudour accueille également le club de ski nautique, ouvert de juin à octobre. Il propose des activités de glisse comme le ski nautique, le baby ski, les bouées tractées…

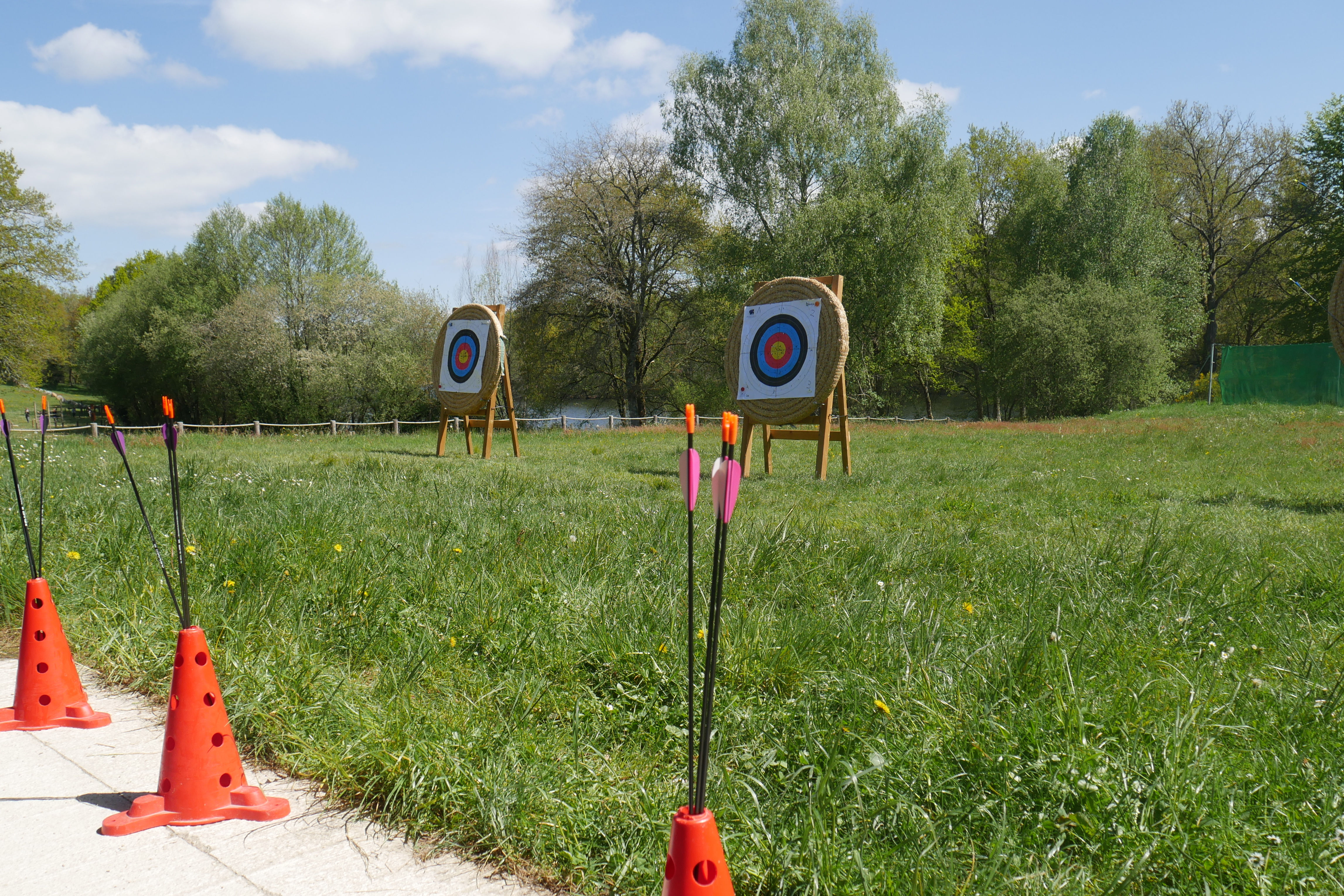
Tir à l'arc sur le site de Chabannes.

Diverses activités sont possibles sur le lac : 
- Piscine aqualudique : site de Santrop.
- Parc Acrobatique en Forêt : site de Santrop.
- Téléski nautique : site de Fréaudour
- Voile : école de voile, site de Chabannes : catamaran, mini catamaran, planche à voile, funboard sont possibles.
- Canoë : sites de Chabannes et de Santrop.
- Pédalo : site de Santrop.
- Stand up Paddle : site de Chabannes.
- Ski nautique, tremplin, baby ski, slalom, wakeboard, bouée tractée : site de Fréaudour.
- Pêche : anse du Puy Perrier, anse de Fréaudour et anse de Villebert.

Construit en 2011, le Parc Acrobatique en Forêt est situé sur le site de Santrop. Ce Parc Acrobatique en Forêt, ouvert à partir d'avril, propose plusieurs parcours originaux, ludiques et adaptés à tous. 

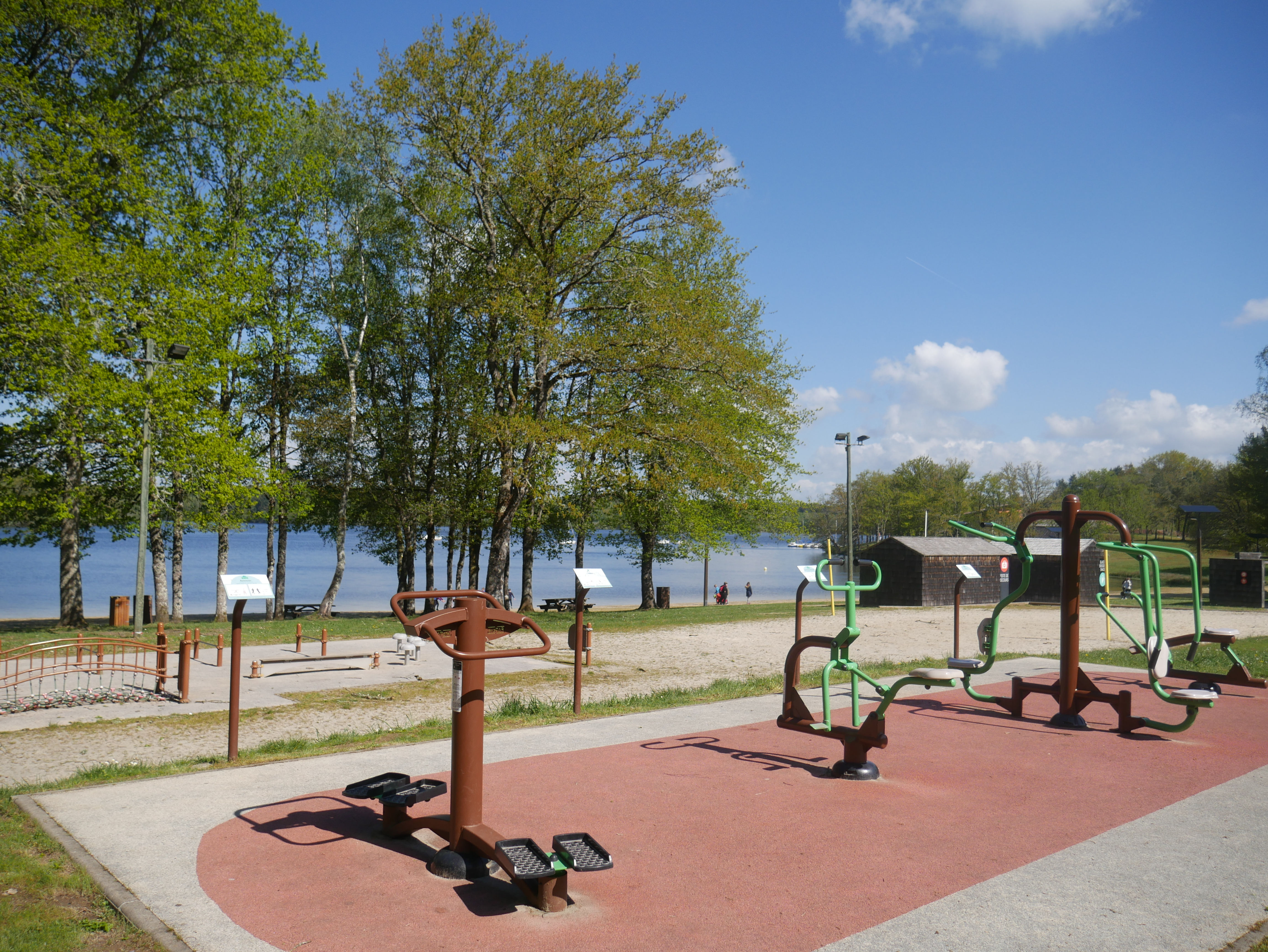
Street workout au Lac de Saint-Pardoux.

Une piscine construite par le Conseil départemental est ouverte depuis le printemps 2017. La Piscine aqualudique du Lac propose différents espaces (bassin de natation, bassin ludique, espace bien-être…) et activités pour tous. En période estivale, un espace loisirs-détente extérieur est proposé.

Piscine Aqualudique du Lac de Saint-Pardoux
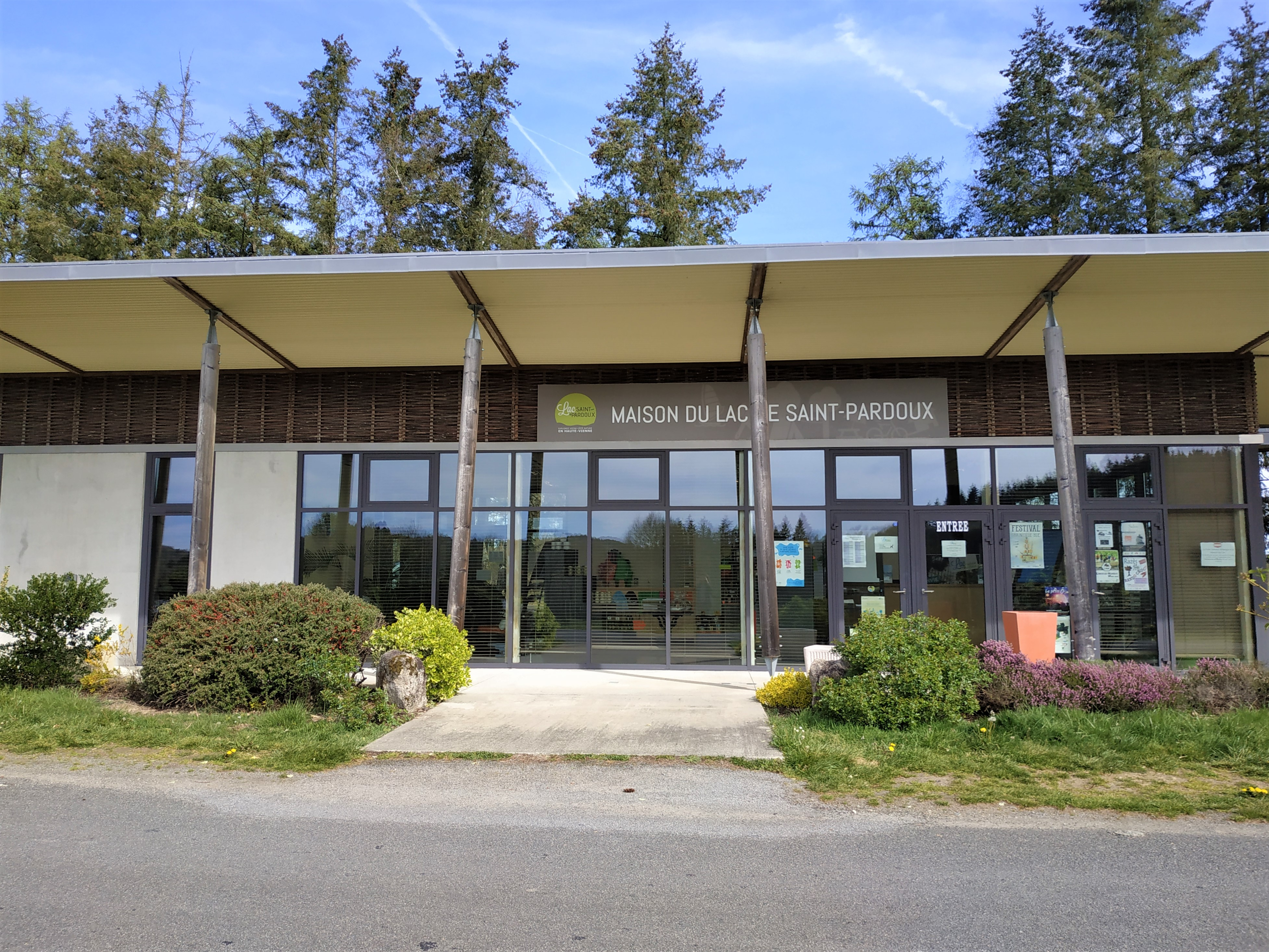
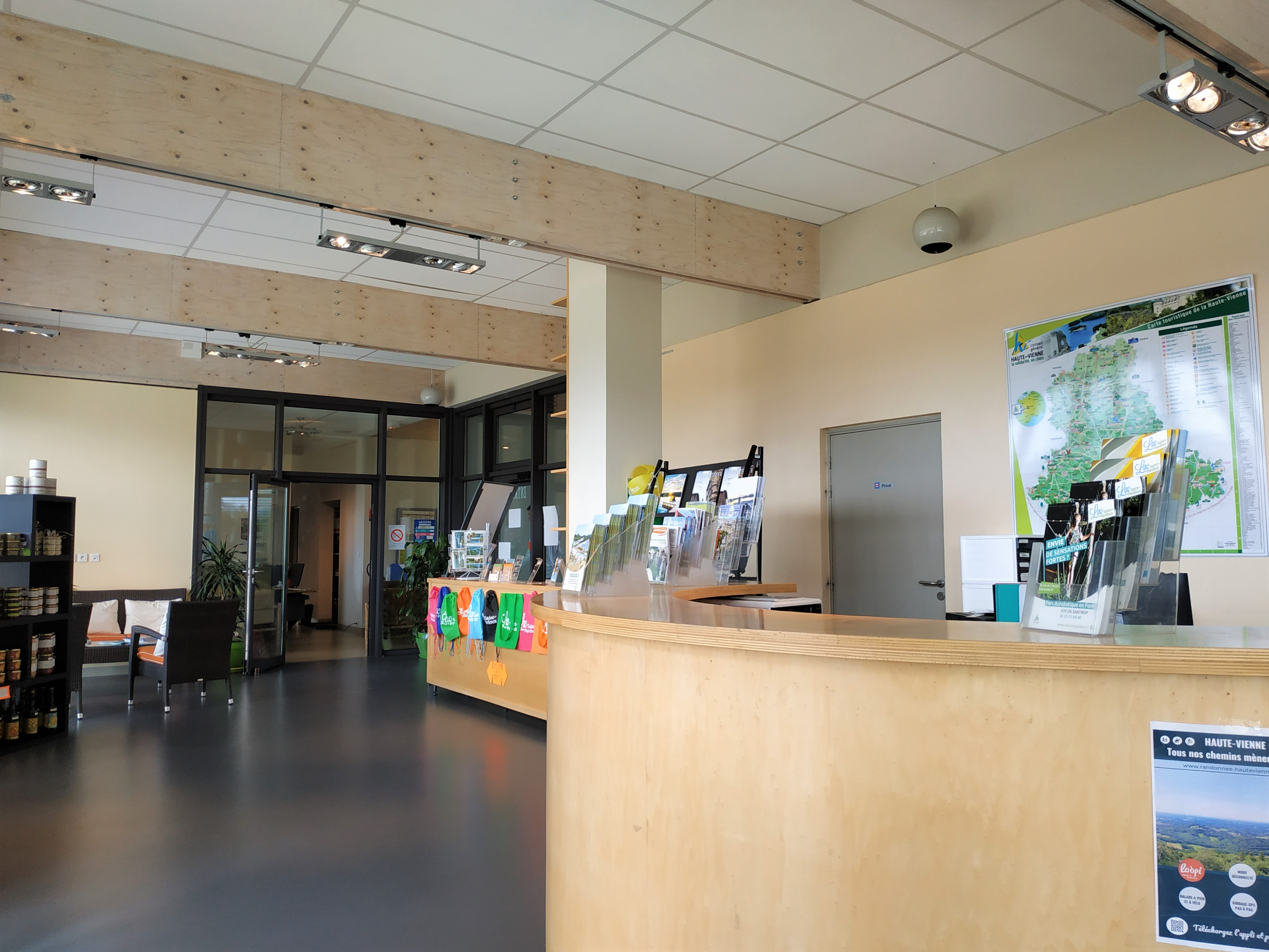
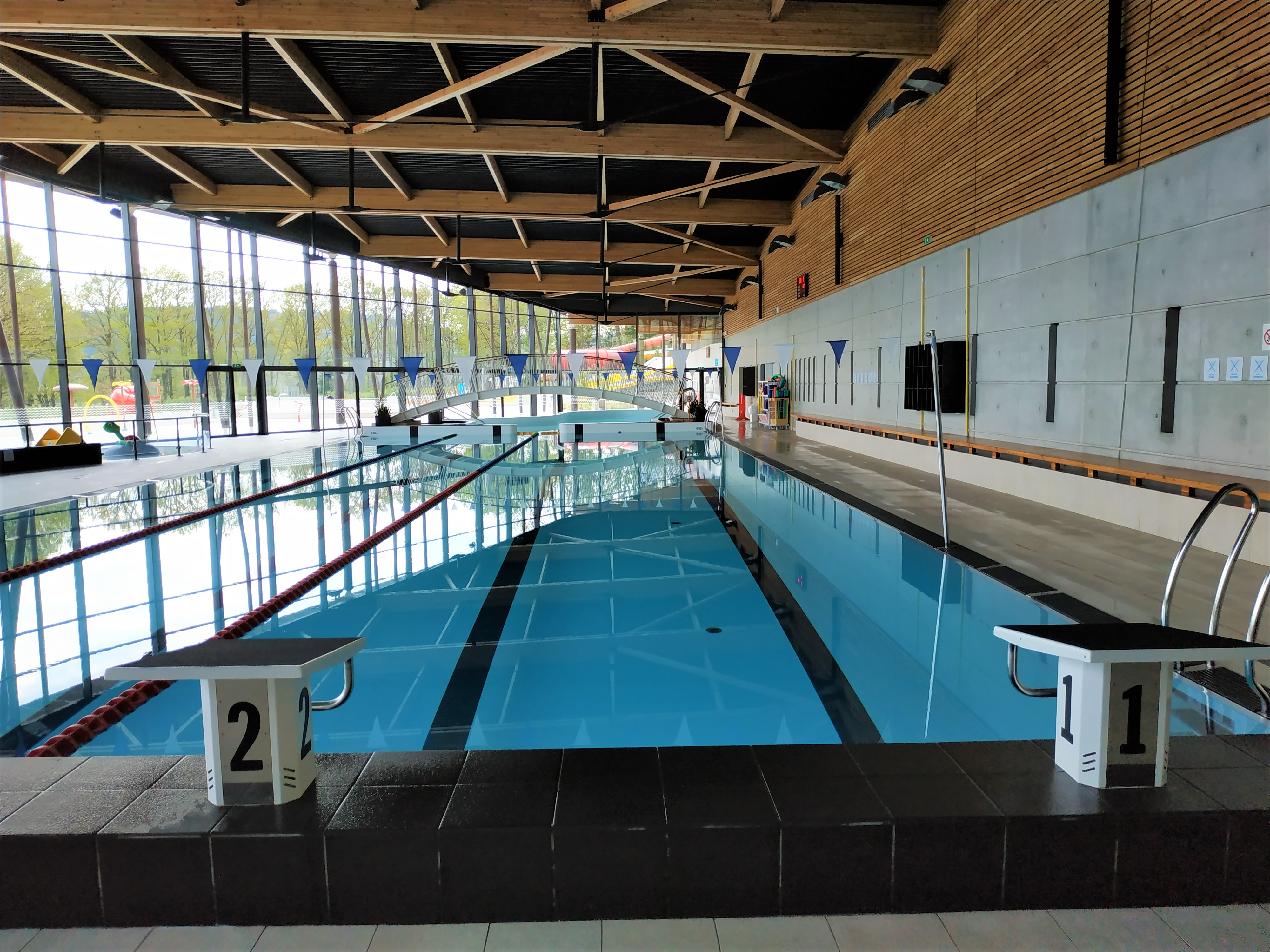
Bassin de natation
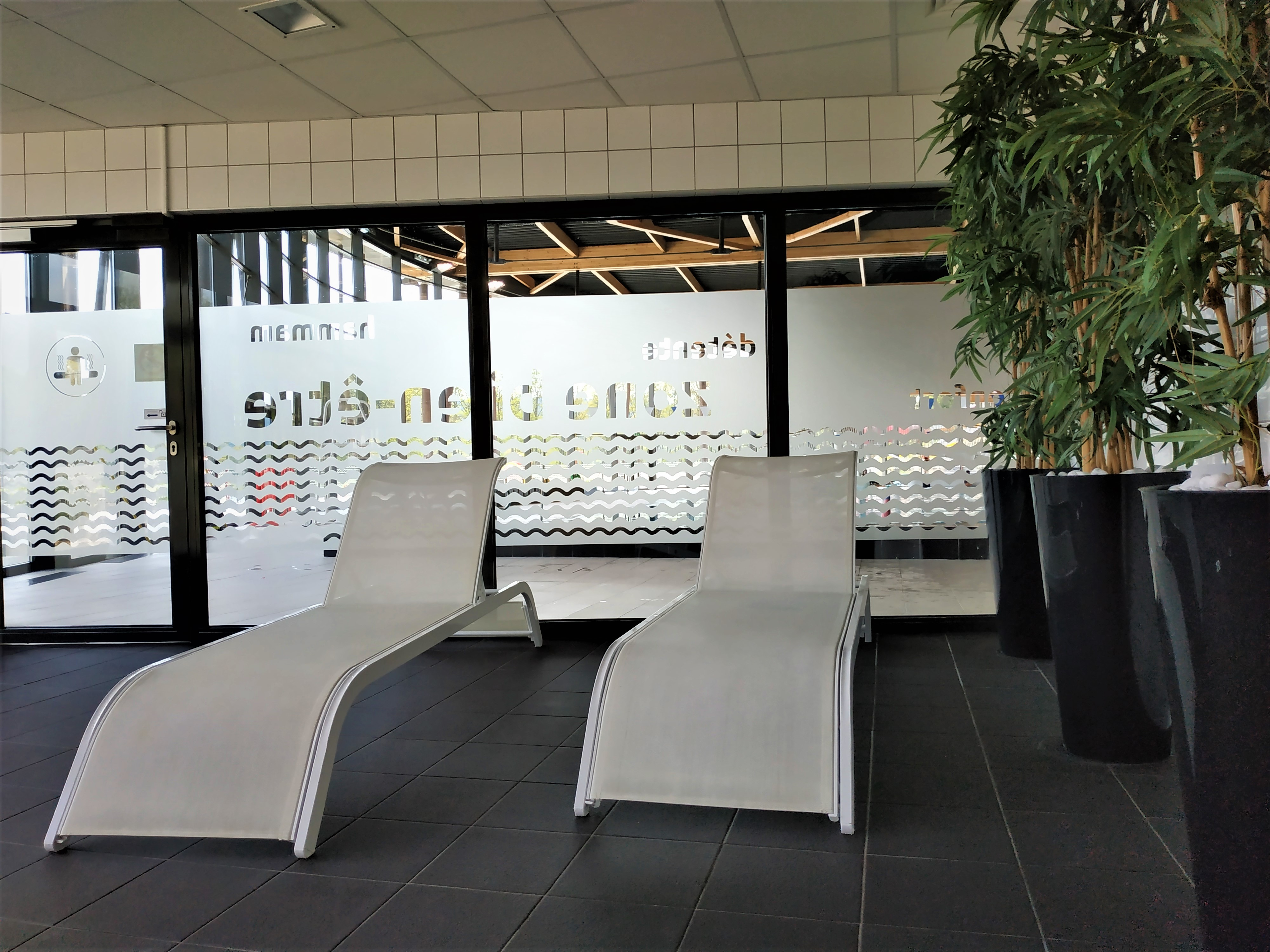
Espace bien-être
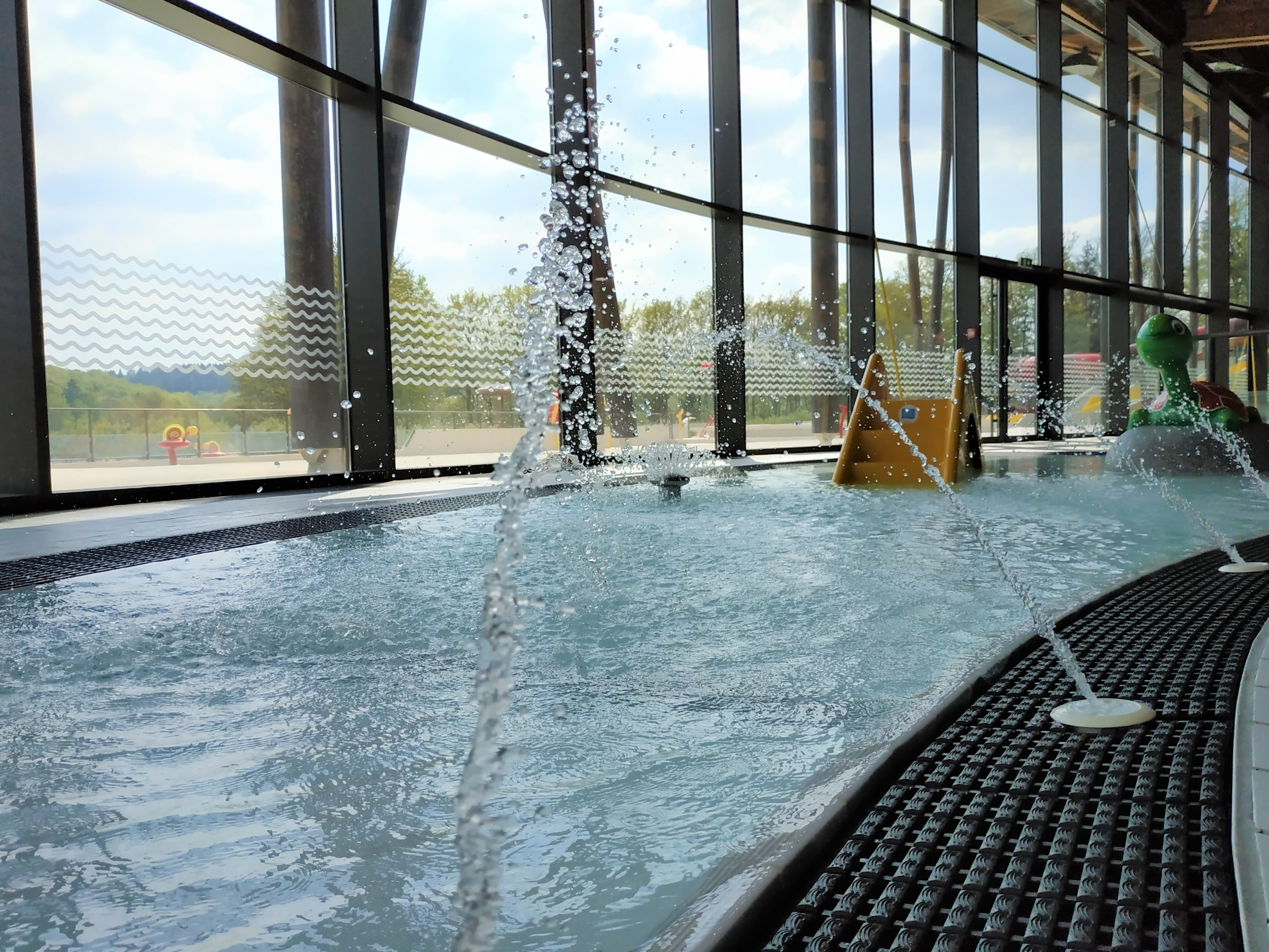
Pataugeoire pour enfants
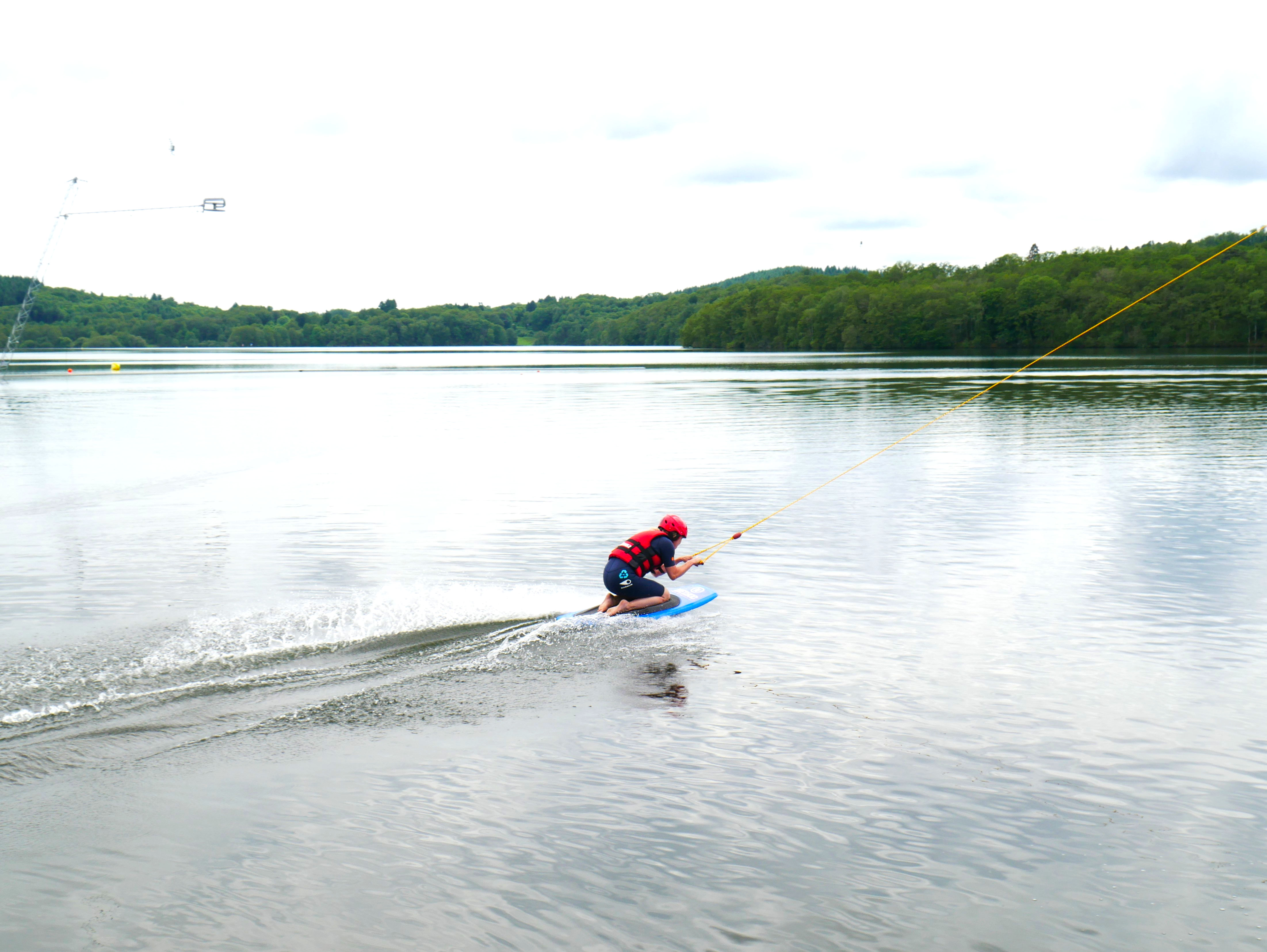
Le Téléski nautique du Lake Wakepark du Lac de Saint-Pardoux

Le 15 juin 2019, le téléski nautique du « Lake Wakepark » du lac de Saint-Pardoux est inauguré. Cette nouvelle activité de sport nautique, installée sur le site de Fréaudour, est destinée à la pratique du ski nautique. Le téléski nautique propose deux options : le Full 5 pylônes et l'aller-retour bi-poulie[pas clair].
En 2020, une passerelle piétonne reliant la rive sud du lac à sa rive nord est inaugurée. Longue de 130 m, elle permet de réunir le site de Santrop à celui de Chabannes.